# Émile Mompart
Émile Mompart, né le 3 mai 1898 à Salviac dans le département du Lot et mort le 8 novembre 1972 à Montréjeau dans le département de la Haute-Garonne,, est un sculpteur français du XXe siècle.

## Biographie
Émile Mompart, fils d'un tailleur de pierre, fait des études à l'École supérieure des beaux-arts de Toulouse interrompues par la guerre. À seize ans, il seconde sa mère dans l'entreprise familiale, son père étant mobilisé. Puis, à 18 ans, il est lui-même mobilisé, blessé et gazé à l'ypérite. 
Après sa convalescence, il rencontre Auguste Rodin et Camille Claudel. À l'occasion d'un concours, il exprime ses convictions pacifistes. C'est à lui que plusieurs maires du Lot et de la Dordogne s'adressent pour les monuments aux morts de leur commune (Lherm, Cénac, Vitrac, Saint-Aubin-de-Nabirat, Figeac), et plus tard Cahors pour certaines sculptures. Il décède en 1972. Sur sa tombe, pas de croix : « elle est assez lourde à porter durant sa vie, je n'en veux pas quand je serai mort. »
Il réalisa en particulier le monument aux morts de Lavercantière dans le Lot, érigé en 1924. Le sculpteur a représenté une humble femme, le visage baissé et les mains jointes dans une attitude de recueillement. Sur la base, deux faces sont sculptées et représentent des militaires. Il y est inscrit Paoures droles (pauvres enfants). C'est un des rares  monuments aux morts dits pacifistes.

## Hommage
Depuis 2014, un collège de Salviac porte le nom du sculpteur. Enfant du pays, il consacra une partie de sa vie à l'enseignement de son art.